# Nelson Valdez
Nelson Antonio Haedo Valdez (ur. 28 listopada 1983 w Caaguazú, Paragwaj) – reprezentant Paragwaju w piłce nożnej. Od 2017 jest zawodnikiem Cerro Porteño.
Do Niemiec trafił z paragwajskiego Atletico Tembetary w grudniu 2001 roku. Początkowo występował w Regionallidze w barwach rezerw Werderu Brema. W sezonie 2003/04 pomógł Werderowi wygrać Bundesligę i Puchar DFB. Strzelił wiele ważnych goli dla Werderu, wchodząc najczęściej w końcówkach meczu za Ailtona bądź Ivana Klasnicia. Po przybyciu do klubu Miroslava Klosego grał coraz rzadziej, w wyniku czego przeszedł do Borussii Dortmund. W letnim okienku transferowym sezonu 2010/11 przeszedł do Hérculesu Alicante za około 4 miliony euro. Niedługo potem jednak przeszedł do Rubin Kazań, z którym podpisał kontrakt na 3 lata. W sierpniu 2012 roku został wypożyczony do hiszpańskiej Valencii (z opcją transferu definitywnego).
Wystąpił na Mistrzostwach Świata w 2006 i w 2010.